# بایونوفسکیه کلیوچی
بایونوفسکیه کلیوچی (به لاتین: Bayunovskiye Klyuchi) یک منطقهٔ مسکونی در روسیه است که در سرزمین آلتای واقع شده‌است.